# Direct Metal Mastering
Il Direct Metal Mastering (DMM) è una tecnica di masterizzazione audio analogica dei dischi in vinile sviluppata da due aziende tedesche: la Telefunken-Decca (Teldec) e la Georg Neumann GmbH, verso la fine del XX secolo dopo aver visto la stessa tecnologia usata nei laboratori della RCA per i loro videodischi SelectaVision negli anni Settanta.
A differenza delle tradizionali processi di masterizzazione dei dischi, in cui il suono viene inciso meccanicamente su un disco di acetato, con il processo DMM l'audio viene inciso direttamente nel metallo (rame) utilizzando un sistema portante ad alta frequenza e delle particolari puntine in diamante, vibranti a più di 40kHz, per facilitare l'incisione. 
Ciò consente un miglioramento della precisione nei solchi prodotti, con un conseguente miglioramento della resa sonora (in particolare con una riduzione del rumore di fondo e maggiore risposta alle alte frequenze).